# 海南挖耳草
海南挖耳草（学名：Utricularia baoulensis）为狸藻科狸藻属下的一个种。

## 扩展阅读
- 維基物種上的相關：海南挖耳草